# Lerista carpentariae
Lerista carpentariae este o specie de șopârle din genul Lerista, familia Scincidae, descrisă de Greer 1983. Conform Catalogue of Life specia Lerista carpentariae nu are subspecii cunoscute.